# گئورگ پرایدلر
گئورگ پرایدلر (آلمانی: Georg Preidler؛ زادهٔ ۱۷ ژوئن ۱۹۹۰) دوچرخه‌سوار اهل اتریش است.
از باشگاه‌هایی که در آن رکاب زده‌است می‌توان به تیم سانوب، تیم دوچرخه‌سواری نووو نوردیسک، و تیم دوچرخه‌سواری اف‌دی‌جی اشاره کرد.